# Coppa del Mondo di rugby femminile 1994
La Coppa del Mondo di rugby femminile 1994 (in inglese 1994 Women’s Rugby World Cup) fu la 2ª edizione della Coppa del mondo di rugby a 15 femminile per squadre nazionali.
Anch’essa all’epoca non ufficiale come la precedente, fu organizzata dalla Women’s Rugby Football Union, organismo di governo di tutto il rugby femminile in Gran Bretagna, con il sostegno della federazione femminile scozzese e di alcuni club che offrirono collaborazione dopo che i Paesi Bassi, venuta meno la promessa di ufficializzazione internazionale con corredo di relativi fondi per l’organizzazione, avevano deciso di rinunciare a ospitare la competizione e a inviarvi una propria squadra.
Anche l’edizione in oggetto, come quella del 1991, fu ufficializzata a posteriori dall’IRFB solo nel decennio successivo.
Il torneo, a inviti, si svolse in Scozia tra 12 squadre; per fare fronte alla mancanza di concorrenti dovuta alle defezioni a seguito della mancata ufficializzazione, fu ammessa anche una squadra giovanile scozzese, chiamata Scottish Students.
La finale, tenutasi sul campo degli Accademicals di Edimburgo, vide di nuovo di fronte le campionesse uscenti degli Stati Uniti e l’Inghilterra, che vendicò la scontitta di tre anni prima e si aggiudicò il titolo vincendo 38-23.
Alla manifestazione presero parte anche due eredi diretti dell’effimera nazionale femminile sovietica che partecipò alla Coppa del 1991 per poi sciogliersi qualche mese più tardi, il Kazakistan e la Russia, che si qualificarono rispettivamente al nono e all’undicesimo posto finale.

## Storia
Dopo il buon riscontro di seguito ottenuto durante la Coppa del Mondo di rugby femminile 1991 in Galles, il comitato organizzatore di tale competizione confidava in una presa in carico diretta da parte dell’International Rugby Football Board; la stessa federazione dei Paesi Bassi, avendo avuto ragionevoli rassicurazioni circa il patrocinio del massimo organismo mondiale, aveva offerto la sua disponibilità a ospitare una competizione a 16 squadre, contro le 12 del 1991; tuttavia l’IRFB negò la sua egida e gli olandesi si ritirarono sia dall’organizzazione che dalla partecipazione insieme ad altre squadre che avevano figurato nella coppa precedente (tra le quali Nuova Zelanda, Spagna e Italia).

### L'organizzazione
La neoformata Scottish Women’s Rugby Union si offrì quindi di ospitare la competizione con la collaborazione della Women’s Rugby Football Union, che aveva curato l'edizione precedente, e di sette club di sei città; a capo del comitato organizzatore sedeva Sue Brodie, giocatrice della nazionale scozzese, formazione che nelle sue file annoverava anche Deborah McLaren-Francis la quale, nativa di Bristol ma scozzese di origine, vantava la singolarità di avere disputato il campionato europeo 1988 con la maglia della Gran Bretagna, la Coppa del Mondo 1991 con quella dell’Inghilterra e, al momento della nascita della formazione scozzese, di avere optato per quest’ultima per la Coppa 1994.
All’organizzazione dell’evento parteciparono sei città: Edimburgo, Galashiels, Kirkcaldy, Melrose, Milngavie (nei dintorni di Glasgow) e Stirling.
La capitale scozzese fornì due impianti, il Meggetland Sports Complex, impianto interno del Boroughmuir, e Raeburn Place, sede degli Accademicals, che ospitò la finale del torneo.
Per fare fronte alle defezioni che avevano portato le iniziali 16 squadre a 11, fu invitata una selezione nazionale giovanile, le Scottish Students.
Gli incontri con tale selezione non sono considerati internazionali dalle avversarie che le incontrarono.
George Williamson, marito di una delle giocatrici scozzesi e bancario di professione a Edimburgo, prestato all’organizzazione del torneo come tesoriere, basandosi sull’esperienza finanziariamente in perdita dell’edizione precedente, cercò accordi di sponsorizzazione più solidi e riuscì a ottenere per la squadra di casa un prestito di 2 500 sterline dal consiglio scozzese per lo Sport.
Dal punto di vista della propaganda, inoltre, un primo risultato si ebbe perfino prima dell’inizio del torneo, con il Melrose che istituì una sezione femminile visto il numero di ragazze che si avvicinarono alla disciplina sulla scorta dell’annuncio della competizione.

### Il torneo
Il torneo, che vedeva nell’Inghilterra una delle favorite insieme alle campionesse uscenti degli Stati Uniti, rispettò sostanzialmente i pronostici nella fase a gironi: le prime tre classificate della competizione precedente, le due citate più la Francia, vinsero i rispettivi gironi, e la quarta vincitrice fu il Galles; una giovanissima Scozia con soli tre incontri alle spalle prima del torneo, il Giappone, l’Irlanda e il Canada furono le quartifinaliste di seconda fascia destinate a incontrare le prime, che si imposero vincendo i propri accoppiamenti e relegando le sconfitte al minitorneo per il quinto posto, che fu appannaggio delle scozzesi che batterono 11-5 il Canada nella finalina.
Per quanto riguardò i primi quattro posti, invece, l’Inghilterra trovò di nuovo in semifinale la Francia come 3 anni prima e la sconfisse per 18-6, mentre gli Stati Uniti ebbero la meglio su una ancora inesperta squadra gallese, battendola 56-15.
La finale, che si tenne al Raeburn Place di Edimburgo davanti a circa 7000 spettatori, vide l’Inghilterra andare in vantaggio con due mete tecniche per ripetuti crolli volontari delle americane in mischia chiusa; per ammissione stessa del capitano inglese Karen Almond la tattica della sua squadra era quella di non dare spazio alle trequarti statunitensi, che nel gioco aperto potevano essere molto pericolose (come in effetti si erano rivelate nelle due occasioni nel primo tempo in cui le inglesi avevano loro lasciato campo, risoltesi in altrettante mete).
Una meta d’intercetto nel finale di Edwards sigillò il verdetto e ininfluenti, se non per il tabellino, furono la meta statunitense e un piazzato a tempo scaduto che fissò il punteggio sul 38-23 per le inglesi e significò la rivincita sulla sconfitta subìta in finale a Cardiff tre anni prima che valse alle americane il loro primo (e al 2018 ancora unico) titolo di campionesse.
L’incontro ebbe un direttore di gara d’eccezione, lo scozzese Jim Fleming, già arbitro di due edizioni della Coppa maschile e successivamente in altre due fino al 1999.

## Impianti
| Città      | Impianto                  | Capacità | Incontri |
| ---------- | ------------------------- | -------- | -------- |
| Edimburgo  | Meggetland Sports Complex | 3 000    | 7        |
| Edimburgo  | Raeburn Place             | 5 000    | 6        |
| Galashiels | Netherdale                | 4 000    | 5        |
| Kirkcaldy  | Beveridge Park            |          | 2        |
| Melrose    | The Greenyards            | 15 000   | 6        |
| Milngavie  | Burnbrae                  | 2 500    | 3        |
| Stirling   | Bridgehaugh               | 4 000    | 2        |

## Squadre partecipanti
| Americhe               | Asia                    | Europa                                                                                    |
| ---------------------- | ----------------------- | ----------------------------------------------------------------------------------------- |
| - Canada - Stati Uniti | - Giappone - Kazakistan | - Francia - Galles - Inghilterra - Irlanda - Russia - Scozia - Scottish Students - Svezia |

## Formula
Le 12 squadre furono ripartite in 4 gironi da 3 squadre ciascuna.
Ogni squadra incontrò le altre due del girone (2 punti vittoria, 1 a pareggio e 0 a sconfitta).
Le prime due classificate di ogni girone accedettero ai quarti di finale per il titolo; le altre quattro squadre disputarono un ulteriore girone all'italiana per i posti dal nono al dodicesimo.
Le vincitrici dei quarti di finale affrontarono le semifinali per i posti dal primo al quarto; le perdenti quelle dal quinto all’ottavo posto.
Le prime due classificate del girone degli ultimi quattro posto disputarono la finale per il nono posto.
Non fu prevista gara di assegnazione dell’undicesimo posto.

## Gironi
| Girone A                          | Girone B                        | Girone C                                | Girone D                       |
| --------------------------------- | ------------------------------- | --------------------------------------- | ------------------------------ |
| - Giappone - Svezia - Stati Uniti | - Inghilterra - Russia - Scozia | - Francia - Irlanda - Scottish Students | - Canada - Galles - Kazakistan |

## Fase a gironi

### Girone A
| Data           | Incontro               | Risultato | Sede    |
| -------------- | ---------------------- | --------- | ------- |
| 11 aprile 1994 | Svezia ― Stati Uniti   | 0-111     | Melrose |
| 13 aprile 1994 | Giappone ― Svezia      | 10-5      | Melrose |
| 15 aprile 1994 | Giappone ― Stati Uniti | 0-121     | Melrose |

|   | Classifica  | G | V | N | P | PF  | PS  | P±   | PT |
| - | ----------- | - | - | - | - | --- | --- | ---- | -- |
| 1 | Stati Uniti | 2 | 2 | 0 | 0 | 232 | 0   | +232 | 4  |
| 2 | Giappone    | 2 | 1 | 0 | 1 | 10  | 126 | -116 | 2  |
| 3 | Svezia      | 2 | 0 | 0 | 2 | 5   | 121 | -116 | 0  |

### Girone B
| Data           | Incontro             | Risultato | Sede      |
| -------------- | -------------------- | --------- | --------- |
| 11 aprile 1994 | Inghilterra ― Russia | 66-0      | Edimburgo |
| 13 aprile 1994 | Scozia ― Russia      | 51-0      | Edimburgo |
| 15 aprile 1994 | Scozia ― Inghilterra | 0-26      | Edimburgo |

|   | Classifica  | G | V | N | P | PF | PS  | P±   | PT |
| - | ----------- | - | - | - | - | -- | --- | ---- | -- |
| 1 | Inghilterra | 2 | 2 | 0 | 0 | 92 | 0   | +92  | 4  |
| 2 | Scozia      | 2 | 1 | 0 | 1 | 51 | 26  | +25  | 2  |
| 3 | Russia      | 2 | 0 | 0 | 2 | 0  | 117 | -117 | 0  |

### Girone C
| Data           | Incontro                    | Risultato | Sede      |
| -------------- | --------------------------- | --------- | --------- |
| 11 aprile 1994 | Scottish Students ― Francia | 8-77      | Milngavie |
| 13 aprile 1994 | Scottish Students ― Irlanda | 5-18      | Milngavie |
| 15 aprile 1994 | Francia ― Irlanda           | 31-0      | Milngavie |

|   | Classifica        | G | V | N | P | PF  | PS | P±   | PT |
| - | ----------------- | - | - | - | - | --- | -- | ---- | -- |
| 1 | Francia           | 2 | 2 | 0 | 0 | 108 | 8  | +100 | 4  |
| 2 | Irlanda           | 2 | 1 | 0 | 1 | 18  | 36 | -18  | 2  |
| 3 | Scottish Students | 2 | 0 | 0 | 2 | 13  | 95 | -82  | 0  |

### Girone D
| Data           | Incontro            | Risultato | Sede      |
| -------------- | ------------------- | --------- | --------- |
| 11 aprile 1994 | Canada ― Galles     | 5-11      | Edimburgo |
| 13 aprile 1994 | Kazakistan ― Galles | 8-29      | Edimburgo |
| 15 aprile 1994 | Canada ― Kazakistan | 28-0      | Edimburgo |

|   | Classifica | G | V | N | P | PF | PS | P±  | PT |
| - | ---------- | - | - | - | - | -- | -- | --- | -- |
| 1 | Galles     | 2 | 2 | 0 | 0 | 40 | 13 | +27 | 4  |
| 2 | Canada     | 2 | 1 | 0 | 1 | 33 | 11 | +22 | 2  |
| 3 | Kazakistan | 2 | 0 | 0 | 2 | 8  | 57 | -49 | 0  |

## Torneo per il 9º posto
| Data           | Incontro                       | Risultato | Sede       |
| -------------- | ------------------------------ | --------- | ---------- |
| 17 aprile 1994 | Russia ― Svezia                | 13-20     | Kirkcaldy  |
| 17 aprile 1994 | Scottish Students ― Kazakistan | 0-27      | Kirkcaldy  |
| 19 aprile 1994 | Kazakistan ― Russia            | 25-0      | Galashiels |
| 19 aprile 1994 | Scottish Students ― Svezia     | 12-14     | Galashiels |
| 21 aprile 1994 | Kazakistan ― Svezia            | 31-12     | Stirling   |
| 21 aprile 1994 | Scottish Students ― Russia     | 12-24     | Stirling   |

|   | Classifica        | G | V | N | P | PF | PS | P±  | PT |
| - | ----------------- | - | - | - | - | -- | -- | --- | -- |
| 1 | Kazakistan        | 3 | 3 | 0 | 0 | 83 | 12 | +71 | 6  |
| 2 | Svezia            | 2 | 2 | 0 | 1 | 46 | 56 | -10 | 4  |
| 3 | Russia            | 2 | 1 | 0 | 2 | 37 | 57 | -20 | 2  |
| 4 | Scottish Students | 3 | 0 | 0 | 3 | 24 | 65 | -41 | 0  |

### Finale per il 9º posto
| Edimburgo 23 aprile 1994 | Kazakistan | 29 – 12 referto | Svezia | Meggetland Sports Complex |

## Fase aplay-off

### Quarti di finale per il titolo
|  | Quarti di finale | Quarti di finale |             |        | Semifinali                | Semifinali                |  |  | Finale | Finale |
|  |                  |                  |             |        |                           |                           |  |  |        |        |
|  |                  |                  |             |        |                           |                           |  |  |        |        |
|  |                  |                  |             |        |                           |                           |  |  |        |        |
|  | Stati Uniti      | 76               |             |        |                           |                           |  |  |        |        |
|  | Stati Uniti      | 76               |             |        |                           |                           |  |  |        |        |
|  | Irlanda          | 0                |             |        |                           |                           |  |  |        |        |
|  | Irlanda          | 0                | Stati Uniti | 56     |                           |                           |  |  |        |        |
|  |                  |                  | Stati Uniti | 56     |                           |                           |  |  |        |        |
|  |                  | Galles           | 15          |        |                           |                           |  |  |        |        |
|  | Galles           | Galles           | 15          | 8      |                           |                           |  |  |        |        |
|  | Galles           |                  |             | 8      |                           |                           |  |  |        |        |
|  | Scozia           | 0                |             |        |                           |                           |  |  |        |        |
|  | Scozia           | 0                | Inghilterra | 38     |                           |                           |  |  |        |        |
|  |                  |                  | Inghilterra | 38     |                           |                           |  |  |        |        |
|  |                  | Stati Uniti      | 23          |        |                           |                           |  |  |        |        |
|  | Inghilterra      | Stati Uniti      | 23          | 24     |                           |                           |  |  |        |        |
|  | Inghilterra      |                  |             | 24     |                           |                           |  |  |        |        |
|  | Canada           | 10               |             |        |                           |                           |  |  |        |        |
|  | Canada           | 10               | Inghilterra | 18     | Finale per il terzo posto | Finale per il terzo posto |  |  |        |        |
|  |                  |                  | Inghilterra | 18     | Finale per il terzo posto | Finale per il terzo posto |  |  |        |        |
|  |                  | Francia          | 6           |        |                           |                           |  |  |        |        |
|  | Francia          | Francia          | 6           | 99     | Francia                   | 27                        |  |  |        |        |
|  | Francia          |                  |             | 99     | Francia                   | 27                        |  |  |        |        |
|  | Giappone         | 0                |             | Galles | 0                         |                           |  |  |        |        |
|  | Giappone         | 0                |             |        | 0                         |                           |  |  |        |        |
|  |                  |                  |             |        |                           |                           |  |  |        |        |
|  |                  |                  |             |        |                           |                           |  |  |        |        |

| Edimburgo 17 aprile 1994, ore 14 UTC+2 Quarto di finale 1                                                      | Stati Uniti | 76 – 0 referto | Irlanda | Meggetland Sports Complex |
| Crawford Irby (2) Westerman (3) Dixey Rutkowski Drustrup Kelly Newton tecnica mt Crawford (6) Westerman (2) tr |             |                |         |                           |
| |             |                |         |                           |
| Crawford Irby (2) Westerman (3) Dixey Rutkowski Drustrup Kelly Newton tecnica                                  | mt          |                |         |                           |
| Crawford (6) Westerman (2)                                                                                     | tr          |                |         |                           |

| Melrose 17 aprile 1991, ore 16 UTC+2 Quarto di finale 2 | Scozia | 0 – 8 referto | Galles | The Greenyards |
| mt 70’ Yau c.p. 75’ Bennet                              |        |               |        |                |
|                                                         |        |               |        |                |
|                                                         | mt     | 70’ Yau       |        |                |
|                                                         | c.p.   | 75’ Bennet    |        |                |

| Arbitro: | Bill Calder |

|                              |      |         |
| Edwards Cole Mitchell Almond | mt   | LaCasse |
| Almond (2)                   | tr   | Shiels  |
|                              | c.p. | Shiels  |

| Edimburgo 17 aprile 1994, ore 16 UTC+2 Quarto di finale 4 | Francia | 99 – 0 referto | Giappone | Raeburn Place |

### Play-offper il 5º posto
|  | Semifinali | Semifinali | Semifinali |        |        | Finale 5º posto | Finale 5º posto | Finale 5º posto |  |
|  |            |            |            |        |        |                 |                 |                 |  |
|  | Irlanda    | Irlanda    | 3          |        |        |                 |                 |                 |  |
|  | Irlanda    | Irlanda    | 3          |        |        |                 |                 |                 |  |
|  | Scozia     | Scozia     | 10         |        |        |                 |                 |                 |  |
|  | Scozia     | Scozia     | 10         |        | Scozia | Scozia          | 11              |                 |  |
|  |            |            |            |        | Scozia | Scozia          | 11              |                 |  |
|  |            |            | Canada     | Canada | 5      |                 |                 |                 |  |
|  | Canada     | Canada     | Canada     | Canada | 5      | 57              |                 |                 |  |
|  | Canada     | Canada     |            |        |        | 57              |                 |                 |  |
|  | Giappone   | Giappone   | 0          |        |        | Finale 7º posto | Finale 7º posto | Finale 7º posto |  |
|  | Giappone   | Giappone   | 0          |        |        |                 |                 |                 |  |
|  |            |            |            |        |        |                 |                 |                 |  |
|  |            |            |            |        |        | Irlanda         | Irlanda         | 11              |  |
|  |            |            |            |        |        | Irlanda         | Irlanda         | 11              |  |
|  |            |            |            |        |        | Giappone        | Giappone        | 3               |  |

#### Semifinali
| Melrose 20 aprile 1994                                                                          | Canada | 57 – 0 referto | Giappone | The Greenyards |
| Pearce S. White (2) Lundy McGann M. Green Orescanin Leclaire (2) mt Darby (3) tr Darby (2) c.p. |        |                |          |                |
|                                                                                                 |        |                |          |                |
| Pearce S. White (2) Lundy McGann M. Green Orescanin Leclaire (2)                                | mt     |                |          |                |
| Darby (3)                                                                                       | tr     |                |          |                |
| Darby (2)                                                                                       | c.p.   |                |          |                |

| Melrose 20 aprile 1994 | Scozia | 10 – 3 | Irlanda | The Greenyards |

#### Finale per il 7º posto
| Edimburgo 23 aprile 1994 | Irlanda | 11 – 3 referto | Giappone | Meggetland Sports Complex |

#### Finale per il 5º posto
| Edimburgo 23 aprile 1994       | Scozia | 11 – 5 referto | Canada | Meggetland Sports Complex |
| Sheerin mt meta Black (2) c.p. |        |                |        |                           |
|                                |        |                |        |                           |
| Sheerin                        | mt     | meta           |        |                           |
| Black (2)                      | c.p.   |                |        |                           |

### Play-offper il titolo

#### Semifinali
| Galashiels 20 aprile 1994, ore 12 UTC+2                                      | Stati Uniti | 56 – 15 referto   | Galles | Netherdale |
| Jervey Bergmann (3) Crawford (5) Orsini mt Burgess (2) Evans Bergmann (2) tr |             |                   |        |            |
|                                                                              |             |                   |        |            |
| Jervey Bergmann (3) Crawford (5) Orsini                                      | mt          | Burgess (2) Evans |        |            |
| Bergmann (2)                                                                 | tr          |                   |        |            |

| Arbitro: | Ken McCartney |

|                        |      |                  |
| tecnica 37’ Almond 80’ | mt   |                  |
| Almond 37’             | tr   |                  |
| Almond 45’, 60’        | c.p. | 48’, 65’ Hayraud |

#### Finale per il 3º posto
| Edimburgo 24 aprile 1994, ore 12 UTC+2 | Francia | 27 – 0 referto | Galles | Raeburn Place |

#### Finale
| Arbitro: | Jim Fleming |

| |              | |
| tecnica (2) J. Mitchell Burns Edwards | mt           | Jervey Crawford (2) Huffer                                                                                               |
| Almond (5) | tr           | |
| Almond | c.p.         | Bergmann |
| · J. Mitchell · Blackett · 79’ Edwards · Pragnell · Cole · Almond · E. Mitchell · Mangham · Ponsford · Ewing · 19’ Wenn · Stirrup · Ross · Burns · Shore | Formazioni   | Crawford Jervey Orsini Huffer McFarren Bergmann Connell Flavin Gray Sorensen Rutkowski Flanagan Hunt Bond Spicer-Bourdon |
| · 19’ Chambers · 79’ George | Sostituzioni | |

## Classifica finale
|    | Squadra           |
| -- | ----------------- |
|    | Inghilterra       |
|    | Stati Uniti       |
|    | Francia           |
| 4  | Galles            |
| 5  | Scozia            |
| 6  | Canada            |
| 7  | Irlanda           |
| 8  | Giappone          |
| 9  | Kazakistan        |
| 10 | Svezia            |
| 11 | Russia            |
| —  | Scottish Students |

## Il post-torneo
Se il torneo costò, individualmente, circa 800-1 000 sterline a giocatrice per le spese di vitto e alloggio, l'organizzazione generale riuscì a conseguire un buon risultato economico calibrando le previsioni di entrata su una media di 50 spettatori a partita e regolando i prezzi dei biglietti di conseguenza; i circa 4 000 spettatori di Edimburgo che assistettero all'incontro della fase a gironi tra Scozia e Inghilterra furono, quindi, decisivi per assicurare la riuscita economica del campionato.
La squadra scozzese riuscì anche a restituire il citato prestito di 2 500 sterline prima della fine della competizione.
La presenza, tra gli spettatori della finale, di Keith Rowlands, all’epoca segretario dell’International Rugby Football Board, testimoniò dell’interesse che l’organismo mondiale mostrava per la competizione: nel 1998 fu proprio l’IRFB a organizzare la, all’epoca, prima Coppa del Mondo ufficiale addossandosi tutti i costi di gestione del torneo; fu solo nel nuovo secolo che il Board mondiale legittimò a posteriori l’edizione 1994 insieme a quella del 1991, facendole entrare a pieno titolo nel palmarès.
Un mese più tardi l'assemblea annuale della Women's Rugby Football Union decise la trasformazione in Rugby Football Union for Women (RFUW) e di non rappresentare più tutto il rugby britannico dopo la nascita della federazione femminile scozzese che si era affiliata alla SRFU; Galles e Irlanda seguirono e crearono le proprie federazioni.
Nonostante la creazione di un nuovo soggetto che rappresentasse il rugby femminile inglese, i rapporti con la RFU rimasero a lungo distaccati perché le donne intendevano mantenere la loro identità e non volevano adottare un modello di governance come quello maschile, in cui vi era abbondanza di dirigenti non giocatori, cosa che la RFUW riteneva non opportuna per la crescita di un movimento che aveva ancora bisogno di donne che potessero portare l'esperienza del campo in quella dirigenziale.
Occorsero ancora 16 anni prima che la RFUW si affiliasse alla RFU e 18 perché quest’ultima assumesse direttamente la gestione del rugby femminile in Inghilterra.